# Betapetrol
Corporación Betapetrol es una compañía petrolera venezolana de capital privado con base en Caracas. Fue una de las mayoristas de gasolina de Venezuela hasta 2008, pero también posee productos energéticos y sus derivados.

## Historia
Betapetrol fue fundada en 1998 siendo una de las primeras compañías privadas del mercado venezolano que habían desaparecido en 1976. Pero fue el 13 de marzo de 2000 cuando comenzó a operar estaciones de servicio. El 29 de noviembre de 2002 el Ministerio de Energía y Minas de ese país le otorgó la licencia para la construcción de la primera refinería privada después de medio siglo y la primera de capital privado venezolano, está se ubicaría en Caripito, Estado Monagas. El proyecto iniciaría con la refinación de 100.000 b/d hasta alcanzar los 400.000 b/d. La licencia le fue otorgada por un plazo de 25 años, más 15 de prórroga, sin embargo el 3 de enero de 2006 se le revocó la licencia por incumplimiento de contrato al no construir la refinería en los lapsos establecidos. La compañía desarrolló productos químicos para automóviles, industrias y el sector agrícola. Sus estaciones de servicio operaban en Caracas, Anzoátegui, Bolívar, Monagas, Nueva Esparta, Sucre, Táchira y Zulia. A finales de 2008 las estaciones de servicio de Betapetrol fueron absorbidas por Deltaven, estatal venezolana que maneja la marca PDV. 